# Jacques Marquet
Jacques Marquet, més tard conegut com a Jaime Marquet (París,  1710 - Idem., 1782), va ser un arquitecte francès conegut pel seu treball a l'Espanya borbònica. Entre els seus èxits més importants hi ha la plaça central de Madrid, ara coneguda com a Puerta del Sol, i els monuments que l'envolten, com ara la Real Casa de Correos (seu de l'Oficina Reial de Correus, que ara allotja les oficines del President de la Comunitat de Madrid).

## Biografia i obres
A la dècada del 1750, Jacques Marquet va rebre l'encàrrec de Fernando de Silva, dotzè duc d'Alba, que aleshores era l'ambaixador espanyol a París, de construir un nou palau a Piedrahíta que fos la residència familiar, una construcció que va tenir lloc entre el 1755 i el 1766.
El duc d'Alba el va presentar a la cort del rei Ferran VI, després de la qual cosa Jacques Marquet va rebre l'encàrrec de renovar les llambordes de la ciutat de Madrid. El 1755, va ser admès a la Reial Acadèmia de Belles Arts de San Fernando. Entre 1756 i 1760, quan va iniciar la seva carrera a la capital espanyola, el rei Ferran VI va encarregar a l'arquitecte Ventura Rodríguez que dirigís l'enderrocament de les illes 205 i 206 que envoltaven la Puerta del Sol i que construís un edifici que seria la seu de Correus espanyols.
El 1759, Ferran VI va morir, però la predilecció pel "gust francès" dels Borbons espanyols va continuar florint sota el seu successor, el rei Carles III, que va trobar defectes en l'estil de Ventura Rodríguez. Aquests dos esdeveniments decisius van conduir al nomenament de Jaime Marquet (com es coneixia Jacques Marquet a Espanya), que va assumir la responsabilitat el 1760 del disseny de la Puerta del Sol i va emprendre la construcció del lloc del 1766 al 1768.

## Obra a Espanya
Paral·lelament al palau dels ducs d'Albe a Piedrahita i a la Real Casa de Correos de Madrid, Jacques Marquet també va ser responsable de la construcció dels següents monuments:
- Iglesia de San Antonio (Église royale, Aranjuez, c. 1752),
- Cocheras de la Reina Madre, Aranjuez, Madrid (1758),
- La Caserna de la Guàrdia Reial Espanyola i Valona, Aranjuez (1770–1772),
- Teatro Real Coliseo de Carlos III d'Aranjuez, (1767) (el primer teatre tancat construït a Espanya),[3]
- Teatro Real Coliseo de Carlos III, San Lorenzo de El Escorial, Madrid (1771–1772).

Jacques Marquet va morir el 1782, a la clínica privada Hagenmeyer de París.

## Galeria

"
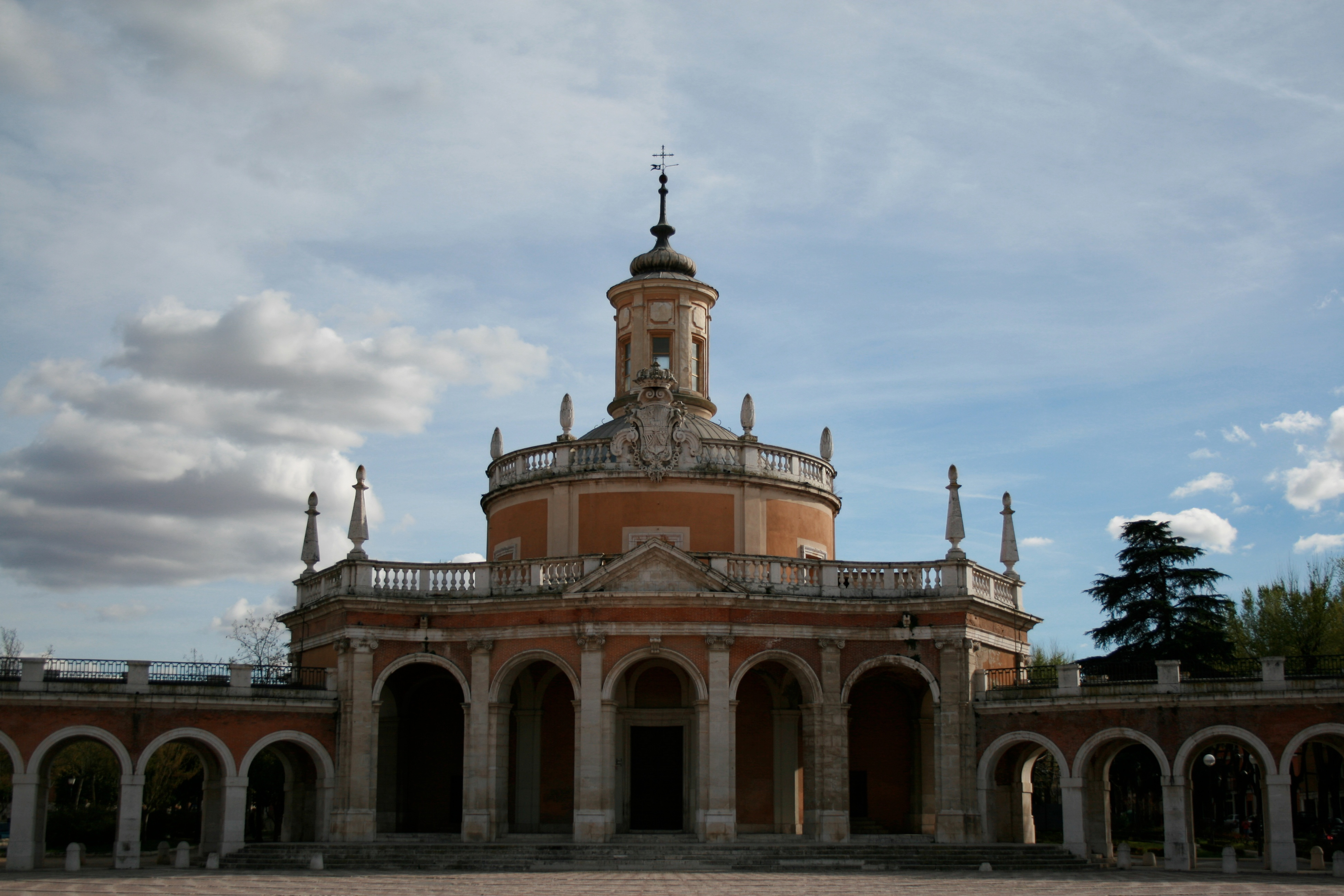
Iglesia de San Antonio (Église royale à Aranjuez, vers 1752)
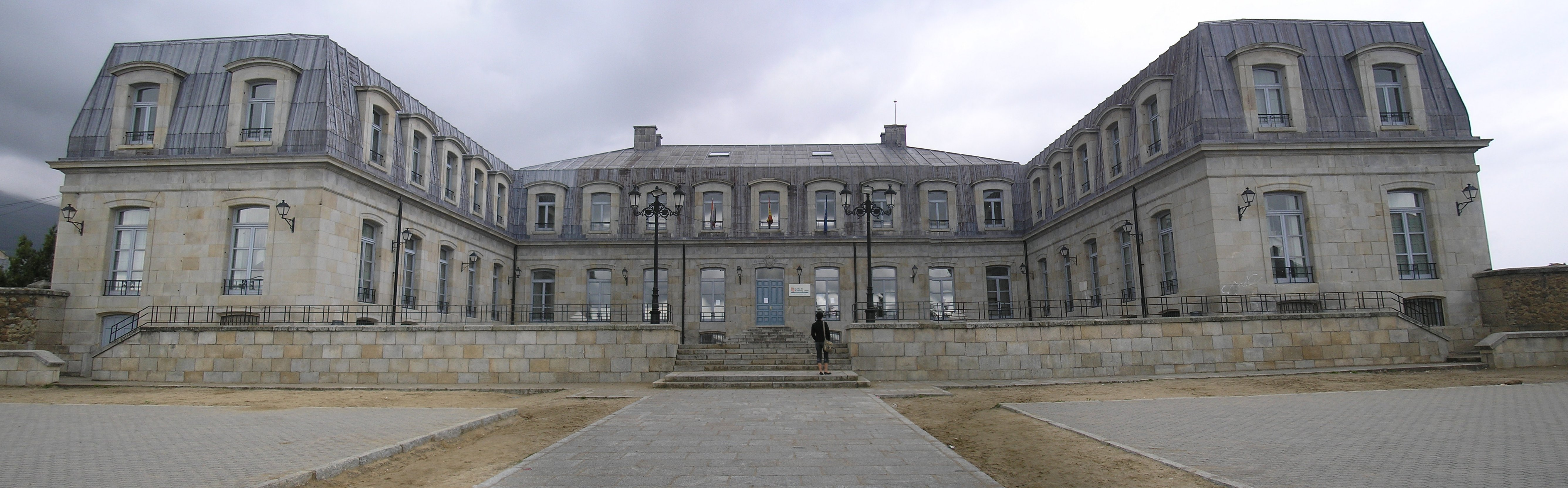
Façade du , à Piedrahíta, construit entre 1755 et 1766.
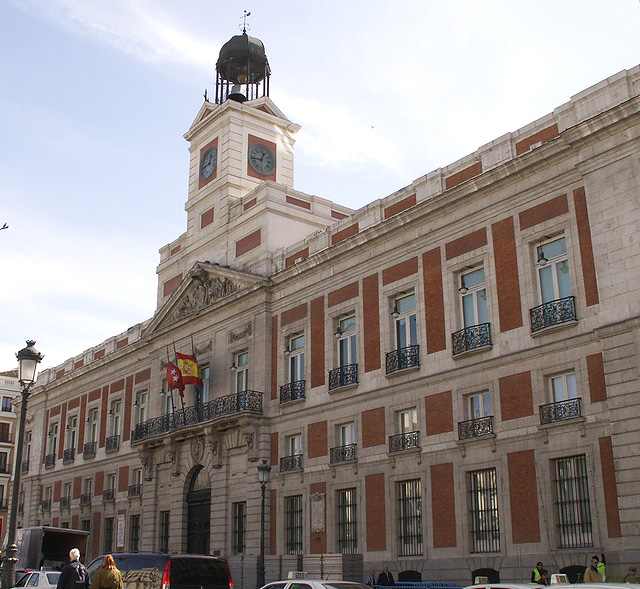
Maison Royale de la Poste à Madrid, construit entre 1760 et 1768.
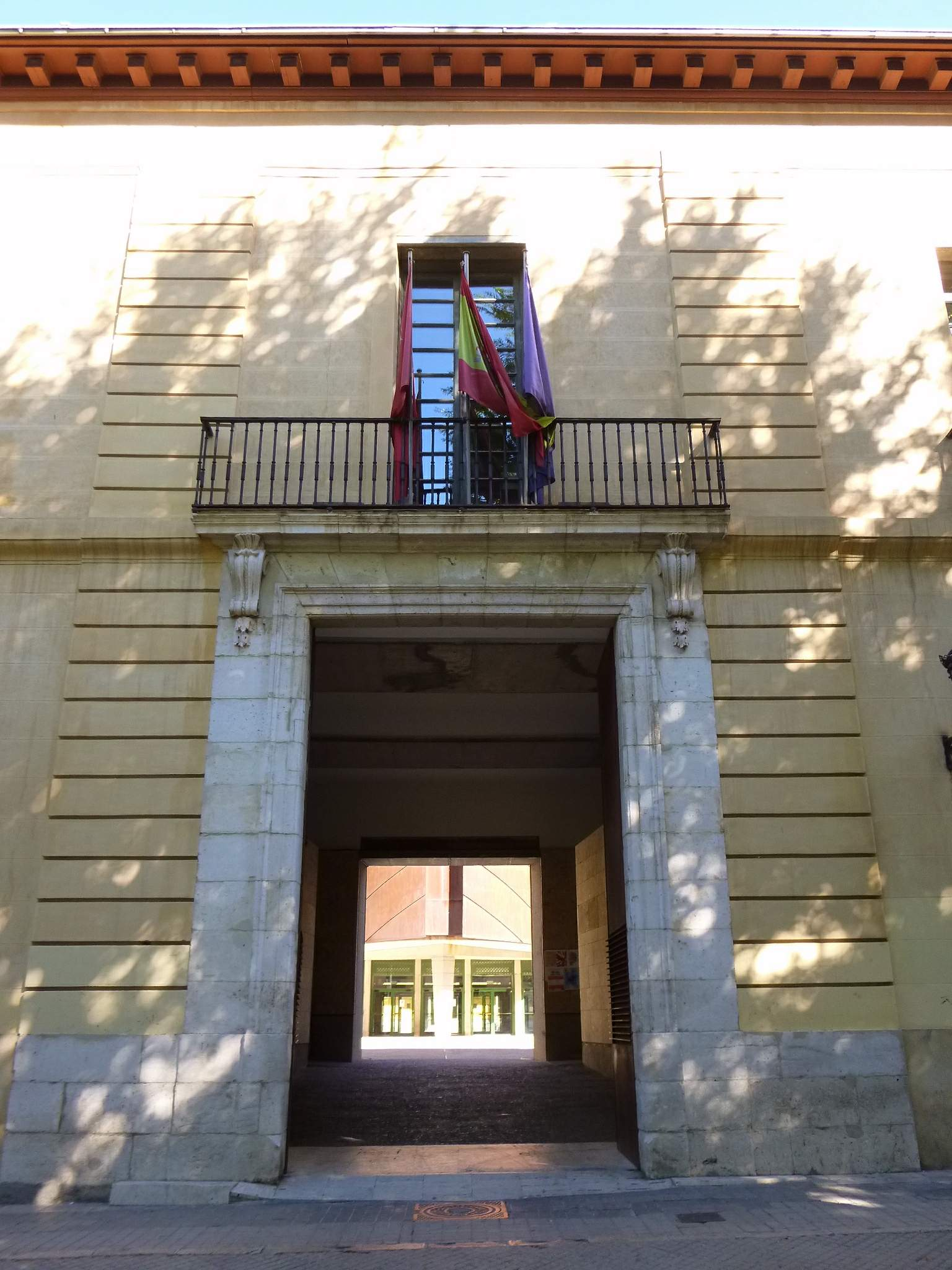
Cocheras de la Reina Madre Isabel de Farnesio (construcció dels carruatges d'Elisabet Farnese, la mare de Carles III -rei d'Espanya).
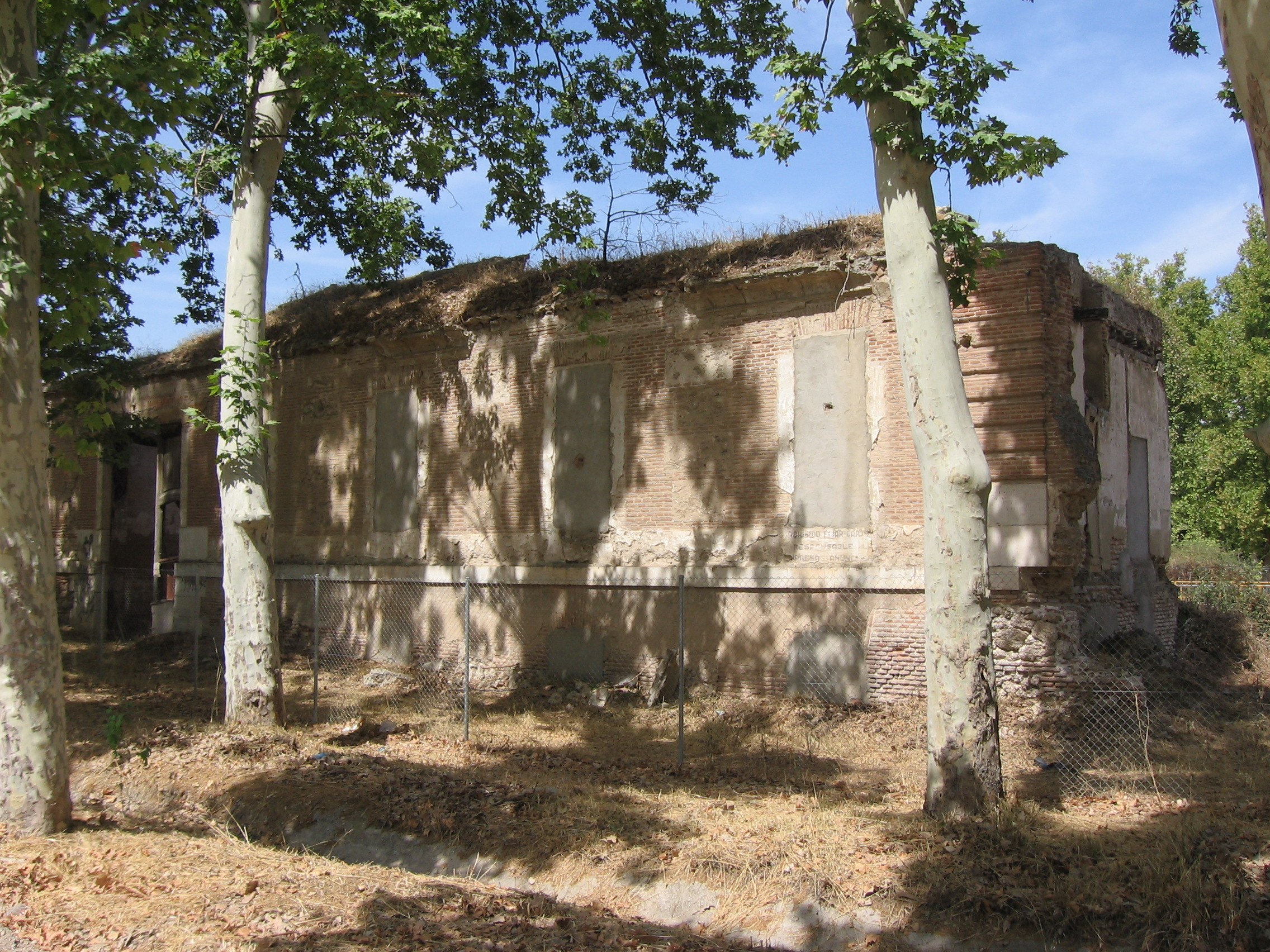
Quarter de la Guàrdia Reial Espanyola a Aranjuez (caserna de la Guàrdia Reial, ara en ruïnes).
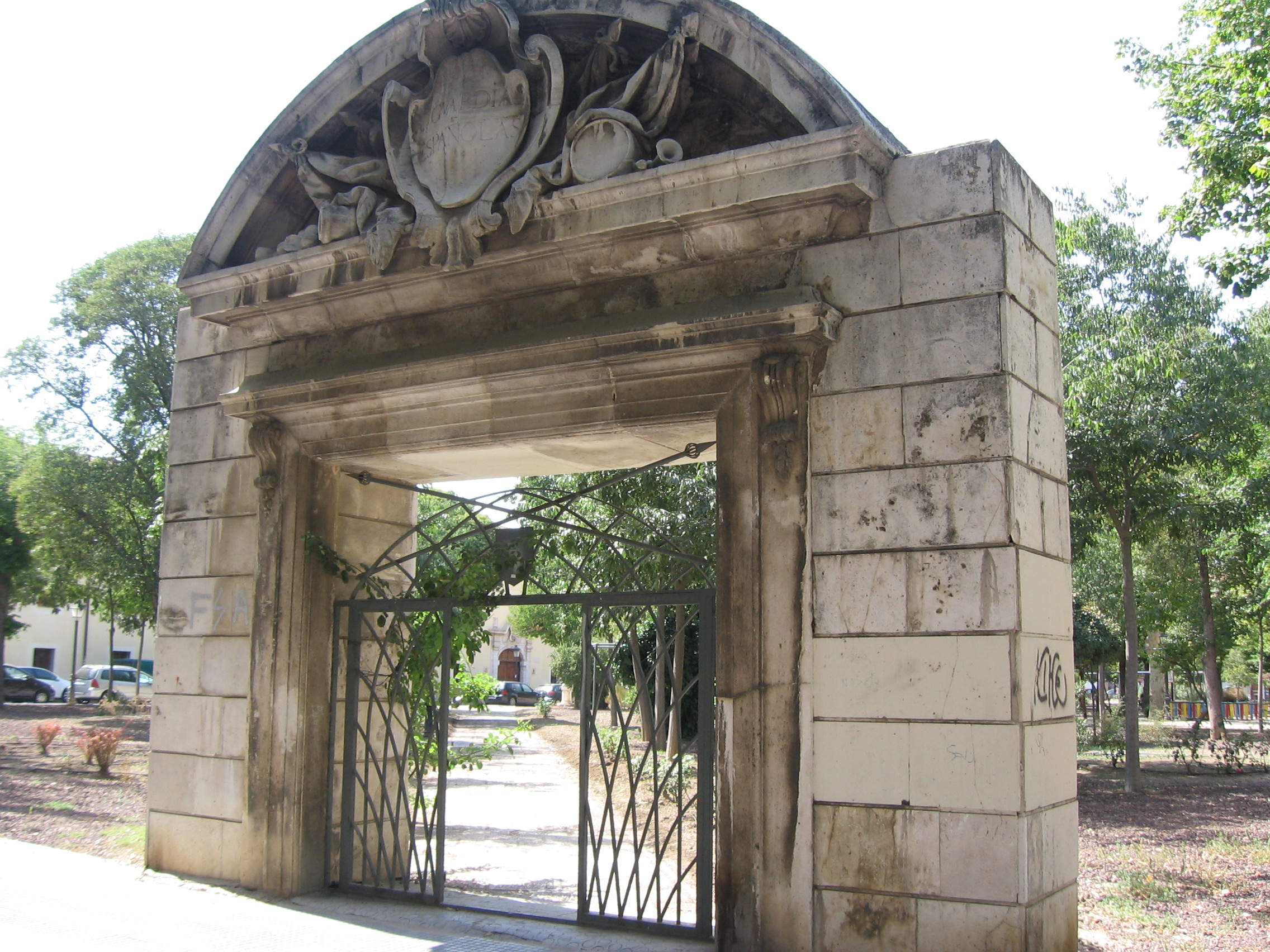
Porta principal de la caserna de la Guàrdia Espanyola, situada avui en un jardí públic proper a Aranjuez.
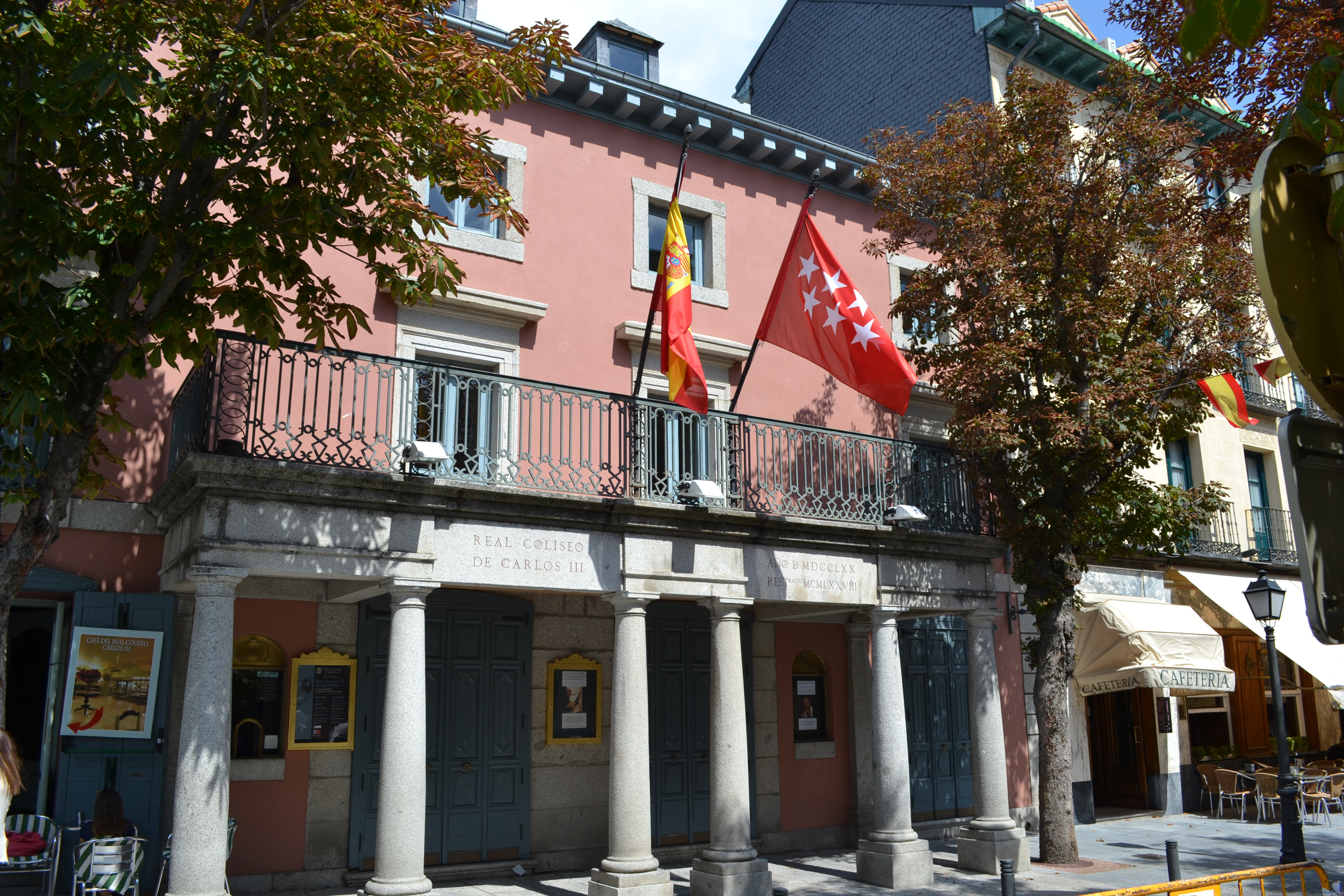
Real Coliseu de Carlos III (Teatre a San Lorenzo de El Escorial.